# Michael Dorn (Schauspieler, 1952)

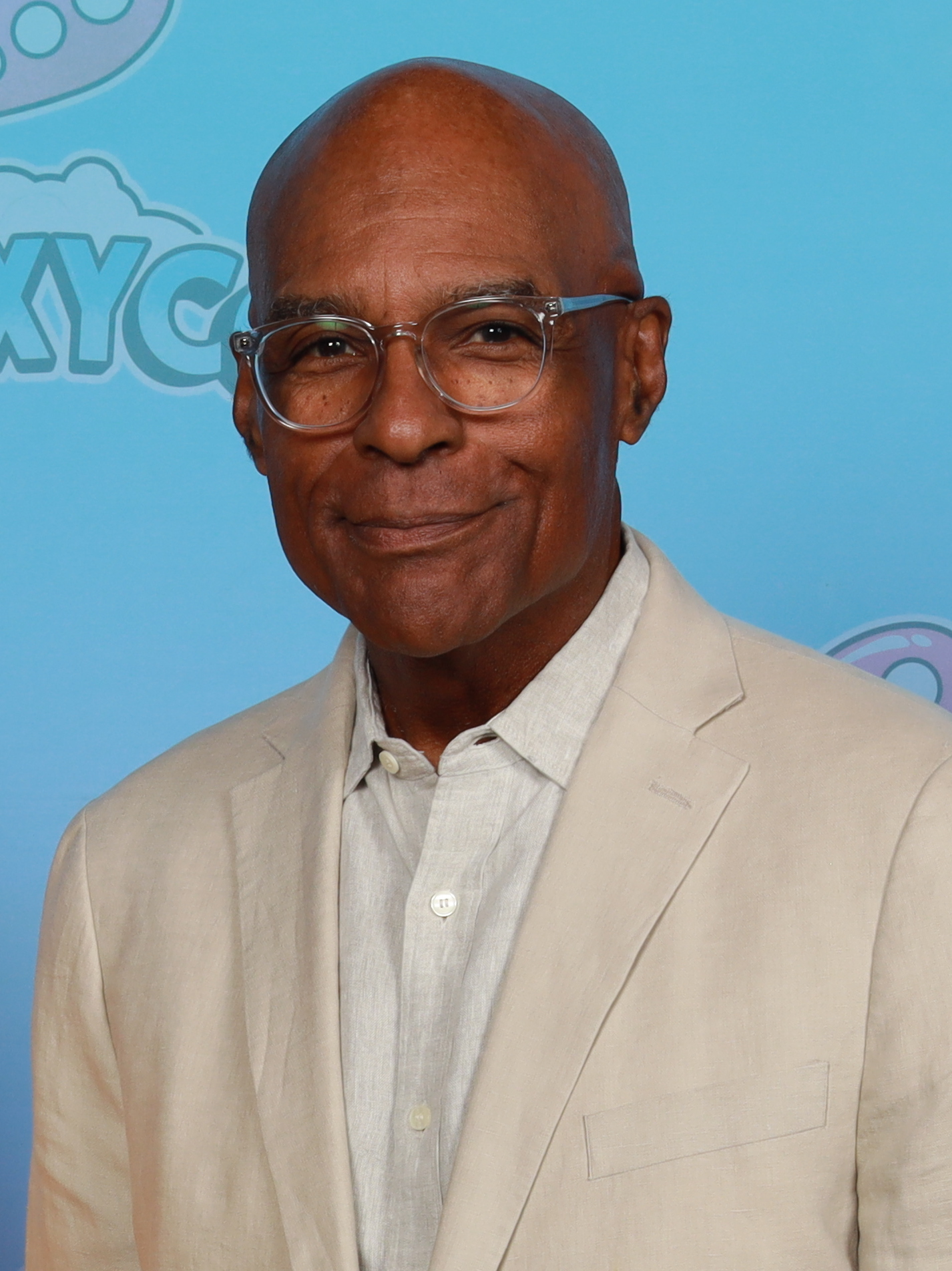
Michael Dorn (2024)

Michael Dorn (* 9. Dezember 1952 in Luling, Texas) ist ein US-amerikanischer Schauspieler, Synchronsprecher und Regisseur. Er wurde vor allem bekannt durch seine Rolle des Klingonen Worf in Star Trek.

## Leben
Michael Dorn wuchs in Pasadena, Kalifornien, auf. Er studierte Radio- und TV-Produktionstechnik am Pasadena City College. Von dort aus startete er eine musikalische Karriere. Er trat mit verschiedenen Rock-Bands auf.
Der Schauspieler besitzt etliche Flugzeuge, unter anderem einen alten Air Force T-33 Shooting-Star Trainer-Jet, eine F-86 Sabre und einen Sabreliner Twin-Engine-Jet.

## Karriere

### Anfänge
Seinen ersten Auftritt als Schauspieler hatte Michael Dorn Mitte der 1970er Jahre als Gast in der Fernsehshow W.E.B. Der Produzent war von seiner Arbeit so beeindruckt, dass er ihn einem Agenten vorstellte. Dieser vermittelte den Kontakt zum Schauspiellehrer Charles Conrad, bei dem er sechs Monate lang Unterricht nahm. Seine erste Filmrolle folgte 1976, als er die Rolle von Apollo Creeds Bodyguard in Rocky erhielt. Von 1977 bis 1983 war er in der Fernsehserie CHiPs als Streifenpolizist Jebediah Turner neben Erik Estrada und Larry Wilcox zu sehen.

### Star Trek
Seine bis heute wohl bekannteste Rolle war die des Klingonen Worf in Raumschiff Enterprise: Das nächste Jahrhundert und Star Trek: Deep Space Nine. In mehreren Interviews sagte Dorn, er habe sich für die Rolle interessiert, weil er das Bild des „netten Typen“ loswerden wollte, das er sich zuvor mit seinen Fernsehrollen aufgebaut hatte. Beim Vorsprechen für die Rolle habe er sich so verhalten, wie er sich einen klingonischen Krieger vorstellte. Als er aufgerufen wurde, marschierte er in den Raum, starrte und schüttelte die Hand des Interviewers heftig. Dann verließ er den Raum ohne ein Wort und schlug die Türe hinter sich zu. Der Regisseur soll daraufhin gerufen haben: „Der perfekte Klingone. Ich will ihn!“
Dorn war in mehr Folgen der Serie als derselbe Charakter zu sehen als jeder andere Star-Trek-Schauspieler. In Star Trek VI: Das unentdeckte Land, dem letzten der Star-Trek-Filme mit der Besetzung der Originalserie, spielte er den Großvater seines Charakters. Dieser war der Verteidiger für Kirk und McCoy bei deren Schauprozess auf Qo’noS.
Auch betätigte er sich als Regisseur und inszenierte von 1997 bis 1999 drei Folgen von Star Trek: Deep Space Nine sowie 2002 eine Folge von Star Trek: Enterprise.

### Weitere Rollen
Durch die Star-Trek-Reihe erlangte Michael Dorn internationale Bekanntheit und erhielt infolgedessen auch Rollen in anderen Projekten wie dem Weihnachtsfilm The Santa Clause 2 und dessen Fortsetzung, in denen er die Rolle des Sandman spielte. Außerdem verkörperte er in Ali einen Piloten. Daneben ist er auch als Synchronsprecher für Zeichentrickserien aktiv. Seine Stimme lieh er unter anderem I.M. Weasel in der Animationsserie I Am Weasel, R.E.G.I.S. Mark V und Number 13 in Megas XLR, Coldstone und Taurus in Gargoyles, Kalibak und John Henry Irons/Steel in Superman: The Animated Series und dem Fright Knight in Danny Phantom, weiterhin spielte er in einer Folge von Outer Limits – Die unbekannte Dimension mit.
Dorn wirkte außerdem in verschiedenen Computerspielen mit, so in Emperor: Battle for Dune, einem Spiel, das lose auf Frank Herberts Dune-Romanen basiert. Darin verkörperte er den Herzog des Hauses Atreides. Weiterhin sprach er Dr. John in Gabriel Knight: Sins of the Fathers, Special Agent Frank Horrigan und Marcus the Mutant Sheriff in Fallout 2 und den Raumschiffkapitän Commander Dana in Mission Critical.
Werbeauftritte hatte Dorn für ein Shampoo der Marke Neutrogena und eine Automarke. Außerdem war er zusammen mit den Stars aus Raumschiff Enterprise: Das nächste Jahrhundert, Jonathan Frakes und Patrick Stewart, in der Folge Peter’s Got Woods der Serie Family Guy zu hören und man zeichnete einen Gastcharakter nach seinem Vorbild in der South-Park-Episode 83 (Staffel 6, Folge 4: Vaginitis ohne Kalbfleisch), die er aber nicht selbst synchronisierte.

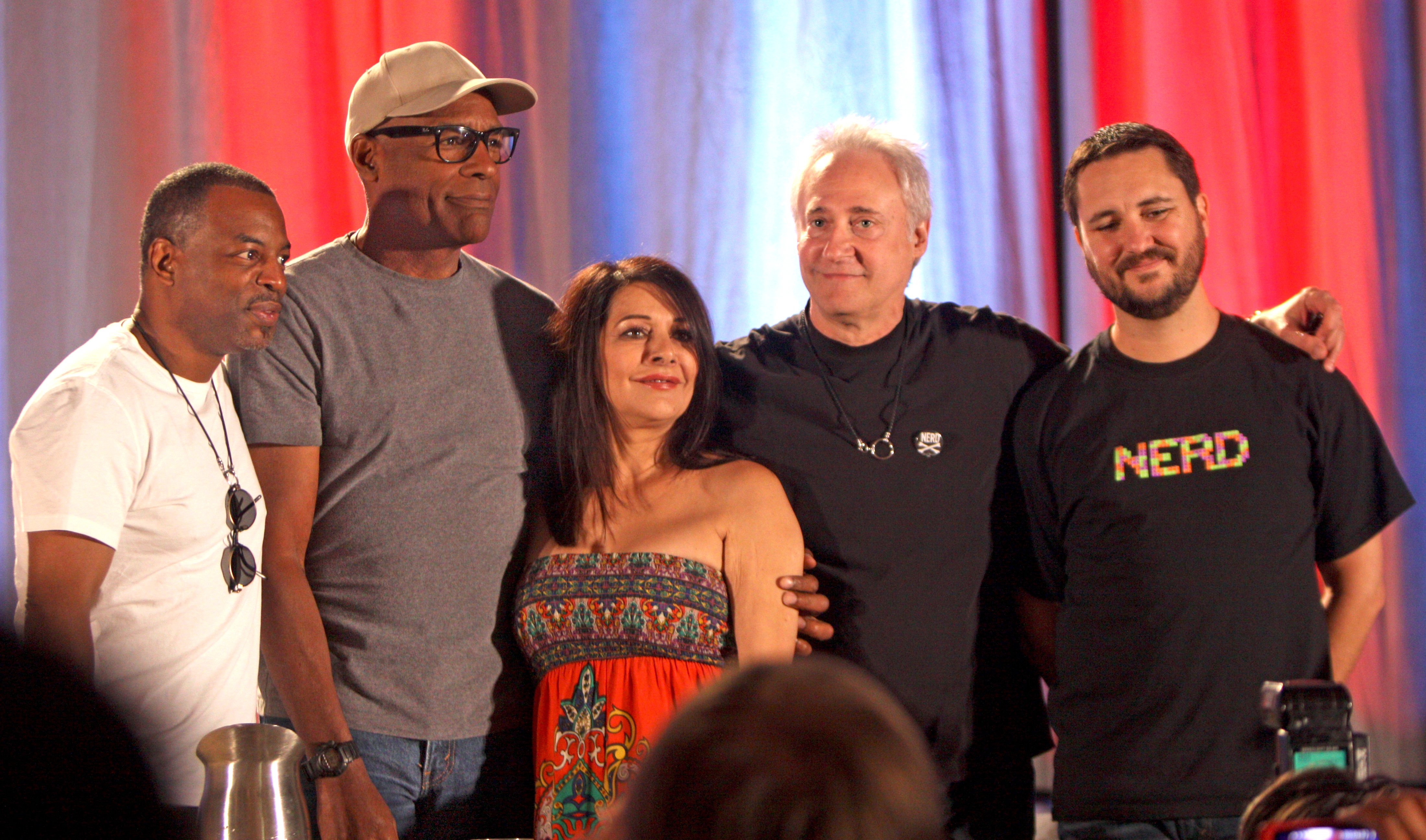
Dorn (2. von links) mit seinen Star-Trek-Kollegen (2012)

Am 7. August 2012 startete er über die Crowdfunding-Plattform Kickstarter ein Projekt unter dem Titel Through the Fire mit dem Ziel, 750.000 US-Dollar für ein Filmprojekt zu sammeln, das er gemeinsam mit anderen ehemaligen Star-Trek-Darstellern realisieren wollte. Es kam aber nicht genug Geld zusammen, sodass das Projekt eingestellt wurde.
2014 sprach Dorn in der von Fans produzierten Star Trek Continues-Episode Fairest of Them All den Computer des Spiegeluniversums. Im April 2022 wurde bekannt, dass Dorn in der dritten und letzten Staffel von Star Trek: Picard seine Rolle als Worf wieder aufnehmen wird.

## Deutsche Synchronsprecher
Seit der Serie Raumschiff Enterprise: Das nächste Jahrhundert war Raimund Krone als Stammsprecher für Dorn besetzt, der ihn auch in allen Star-Trek-Filmen, Deep Space Nine, Heroes, Castle und Transformers sprach, ebenso wie in den Videospielen. Nach Krones Tod übernahm Tilo Schmitz die Synchronisation von Dorn in Star Trek: Picard.

## Filmografie (Auswahl)

### Als Schauspieler
- 1976: Rocky
- 1977–1983: CHiPs (Fernsehserie)
- 1983: Hotel (Fernsehserie, zwei Folgen)
- 1985: Das Messer (Jagged Edge)
- 1985: Hunter (Fernsehserie, eine Folge)
- 1987: Falcon Crest (Fernsehserie, eine Folge)
- 1987–1994: Raumschiff Enterprise: Das nächste Jahrhundert (Star Trek: The Next Generation, Fernsehserie)
- 1991: Star Trek: Das unentdeckte Land (Star Trek VI: The Undiscovered Country)
- 1992: Parker Lewis – Der Coole von der Schule (Parker Lewis Can’t Lose, Fernsehserie, eine Folge)
- 1994: Star Trek: Treffen der Generationen (Star Trek Generations)
- 1995–1999: Star Trek: Deep Space Nine (Fernsehserie)
- 1995: Outer Limits – Die unbekannte Dimension (The Outer Limits, Fernsehserie, eine Folge)
- 1995: Time Master
- 1995: Amanda und der Außerirdische (Amanda & the Alien, Fernsehfilm)
- 1996: Terror im Computer (Menno’s Mind)
- 1996: Star Trek: Der erste Kontakt (Star Trek: First Contact)
- 1998: Palm Beach-Duo (Silk Stalkings, Fernsehserie, eine Folge)
- 1998: Mörderin aus Liebe (The Girl Next Door, Fernsehfilm)
- 1998: Star Trek: Der Aufstand (Star Trek: Insurrection)
- 1999: Pretender (The Pretender, Fernsehserie, eine Folge)
- 2000: Martial Law – Der Karate-Cop (Martial Law, Fernsehserie, eine Folge)
- 2000: Prophet’s Game – Im Netz des Todes (The Prophet’s Game)
- 2000: Mach 2
- 2001: Eine himmlische Familie (7th Heaven, Fernsehserie, eine Folge)
- 2001: Der Tod kennt keine Freundschaft (Face Value, Fernsehfilm)
- 2001: Ali
- 2002: The Guardian – Retter mit Herz (The Guardian, Fernsehserie, eine Folge)
- 2002: The Santa Clause 2 – Eine noch schönere Bescherung (The Santa Clause 2)
- 2002: Star Trek: Nemesis
- 2003: Shade
- 2005: Feuerhölle (Descent)
- 2005: Heart of the Beholder
- 2005: Shockwave – Kampf der Maschinen (A.I. Assault, Fernsehfilm)
- 2006: The Santa Clause 3 – Eine frostige Bescherung (The Santa Clause 3: The Escape Clause )
- 2007: Night Skies
- 2007: Without a Trace – Spurlos verschwunden (Without a Trace, Fernsehserie, eine Folge)
- 2008/2009: Heroes (Fernsehserie, zwei Folgen)
- 2011–2015: Castle (Fernsehserie, sechs Folgen)
- 2011: Transformers 3
- 2011: End of the Road
- 2015: Ted 2
- 2017: The Man from Earth: Holocene
- 2020: Unbelievable!!!!!
- 2021: Agent Revelation
- 2023: Star Trek: Picard (Fernsehserie, sieben Folgen)
- 2023: Santa Clause: Die Serie (The Santa Clauses, Fernsehserie, eine Folge)

### Als Regisseur
- 1997–1999: Deep Space Nine:
  - Die Karte (In the Cards)
  - Inquisition
  - Ein Unglück kommt selten allein (When It Rains…)
- 2002: Enterprise:
  - Zwei Tage auf Risa (Two Days and Two Nights)
- 2002: V.I.P. – Die Bodyguards:
  - Val Who Cried Wolf

### Synchronarbeiten
- 1993: Gabriel Knight: Sins of the Fathers (englischer Sprecher von Dr. John)
- 1996: Star Trek: Klingon
- 1998: Fallout 2 (englischer Sprecher von Frank Horrigan und Sheriff Marcus)
- 2009: Mata Nui in Bionicle: The Legend Reborn (englischer Sprecher)
- 2010: Mass Effect 2 (als Gatatog Uvenk)
- 2010: Starcraft 2 (als Tassadar)
- 2010: Fallout: New Vegas (als Mutant Marcus)
- 2014: Infinite Crisis (als Swamp Thing)